# ISO 3166-2:MW
ISO 3166-2:MW — стандарт Международной организации по стандартизации, который определяет геокоды. Является подмножеством стандарта ISO 3166-2, относящимся к Малави. Стандарт охватывает 3 региона и 28 округов Малави. Каждый код состоит из двух частей: кода Alpha2 по стандарту ISO 3166-1 для Малави — MW и дополнительного кода, записанных через дефис. Дополнительный, однобуквенный код регионов образован аббревиатурой названий регионов,  двухбуквенный код округа образован созвучно: названию, аббревиатуре названия округа. Геокоды региона и провинций Малави являются подмножеством кодов домена верхнего уровня — MW, присвоенного Малави в соответствии со стандартами ISO 3166-1.

## Геокоды Малави первого уровня
Геокоды 3 регионов административно-территориального деления Малави. 
| Геокод | Административная единица | Статус |
| ------ | ------------------------ | ------ |
| MW-C   | Центральный регион       | регион |
| MW-N   | Северный регион          | регион |
| MW-S   | Южный регион             | регион |

## Геокоды Малави второго уровня
Геокоды 28 провинций административно-территориального деления Малави.
| Геокод | Административная единица | Статус | В составе |
| ------ | ------------------------ | ------ | --------- |
| MW-BA  | Балака                   | округ  | MW-S      |
| MW-BL  | Блантайр                 | округ  | MW-S      |
| MW-CK  | Чикуава                  | округ  | MW-S      |
| MW-CR  | Чирадзулу                | округ  | MW-S      |
| MW-CT  | Читипа                   | округ  | MW-N      |
| MW-DE  | Дедза                    | округ  | MW-C      |
| MW-DO  | Дова                     | округ  | MW-C      |
| MW-KR  | Каронга                  | округ  | MW-N      |
| MW-KS  | Касунгу                  | округ  | MW-C      |
| MW-LK  | Ликома                   | округ  | MW-N      |
| MW-LI  | Лилонгве                 | округ  | MW-C      |
| MW-MH  | Мачинга                  | округ  | MW-S      |
| MW-MG  | Мангочи                  | округ  | MW-S      |
| MW-MC  | Мчинджи                  | округ  | MW-C      |
| MW-MU  | Муланже                  | округ  | MW-S      |
| MW-MW  | Мванза                   | округ  | MW-S      |
| MW-MZ  | Мзимба                   | округ  | MW-N      |
| MW-NE  | Нено                     | округ  | MW-S      |
| MW-NB  | Нхата Бэй                | округ  | MW-N      |
| MW-NK  | Нхотакота                | округ  | MW-C      |
| MW-NS  | Нсанье                   | округ  | MW-S      |
| MW-NU  | Нитчеу                   | округ  | MW-C      |
| MW-NI  | Нтчиси                   | округ  | MW-C      |
| MW-PH  | Фаломбе                  | округ  | MW-S      |
| MW-RU  | Румфи                    | округ  | MW-N      |
| MW-SA  | Салима                   | округ  | MW-C      |
| MW-TH  | Тайоло                   | округ  | MW-S      |
| MW-ZO  | Зомба                    | округ  | MW-S      |

## Геокоды пограничных  Малави государств
- Мозамбик — ISO 3166-2:MZ (на юге, на востоке, на западе),
- Замбия — ISO 3166-2:ZM (на западе),
- Танзания — ISO 3166-2:TZ (на севере, на востоке).